# ون بلس ثري تي
وان بلس ثري تي (بالإنجليزية: OnePlus 3T)‏ هو هاتف ذكي يعمل بنظام أندرويد تم الكشف عنه عام 2016، وقد تم طرحه في الأسواق في 15 نوفمبر 2016.